# Petelei
Petelei románul: Petelei, falu Romániában, Erdélyben, Fehér megyében.

## Fekvése
Feketevölgy mellett fekvő település.

## Története
Petelei korábban Feketevölgy része volt. 1956-ban vált külön 204 lakossal, majd különvált Costeşti és Stăneşti is.
1966-ban 176, 1977-ben 154, 1992-ben 96, a 2002-es népszámláláskor pedig 79 román lakosa volt.